# Abre las Ventanas al Amor
Abre las Ventanas al Amor é uma canção cantando pelo cantor e compositor brasileiro Roberto Carlos e incluindo no seu álbum de estúdio Sonríe (1989). Foi composta e produzido pelo cantor e compositor argentino Roberto Livi e co-produzido pelo Mauro Motta e laçando em 1990 como segundo single do álbum. A música se tornou o segundo hit numero um do Roberto Carlos na parada de Top Latin Songs do Billboard depois de "Si El Amor Se Va" (1988) e seu sétimo single top dez na parada.

## Desempenho nas tabelas musicais
| Paradas (1990)                  | Peak position |
| ------------------------------- | ------------- |
| U.S. Billboard Hot Latin Tracks | 1             |